# دانشگاه علوم قضایی و خدمات اداری
دانشگاه علوم قضایی و خدمات اداری (به زبان انگلیسی: University of Judicial Sciences and Administrative Services)؛ در ابتدا، تحت‌عنوان دانشکدهٔ علوم قضایی و خدمات اداری، به‌موجب مادهٔ ۳۵ اصلاح پاره‌ای از قوانین دادگستری، مصوب سال ۱۳۵۶ شمسی، به‌منظور رفع نیازهای دادگستری در زمینه‌های حقوقی، قضایی و اداری بنیان‌گذاری گردید و با تلاش‌های صورت‌گرفته توسط سید محمد بهشتی، در سال ۱۳۶۱، به‌طور رسمی، فعالیت خود را آغاز نمود این دانشگاه یکی از شرکای علمی دانشگاه رضوی در مشهد است که بسیار مورد توجه قوه قضائیه در زمینه تربیت قاضی میباشد.
به‌موجب مادهٔ ۳۵ قانون اصلاح پاره‌ای از قوانین دادگستری مصوب سال ۱۳۵۶، وزارت دادگستری، مکلف گردید به‌منظور تأمین کادر مورد نیاز اعم از قضایی و اداری، با همکاری وزارت علوم و آموزش عالی به تأسیس «دانشکدهٔ علوم قضایی و خدمات اداری» اقدام نماید و داوطلبان خدمت در دادگستری را، از میان فارغ‌التحصیلان دانشکدهٔ مذکور و سایر دانشگاه‌ها و مؤسسات آموزش عالی، طبق قوانین مربوطه، انتخاب کند.
دانشکده، در سال ۱۳۶۱ و با پذیرش نخستین دورهٔ دانشجو در رشتهٔ علوم قضایی تأسیس گردید. در این دانشکده بیش از ۵٬۰۰۰ دانشجو در طی دوره‌های مختلف جذب و فارغ‌التحصیل شده‌اند.
شورای گسترش آموزش عالی، در سال ۱۳۸۴ شمسی، با ارتقاء «دانشکدهٔ علوم قضایی و خدمات اداری» به «دانشگاه علوم قضایی و خدمات اداری» وابسته به قوهٔ قضائیه، موافقت اصولی به‌عمل آورد. در سال ۱۳۸۹، ارتقاء دانشکده به دانشگاه، مورد موافقت قطعی و رسمی قانونی قرار گرفت.
پس از ارتقاء دانشکده‌های زیر راه‌اندازی شدند:
1. دانشکدهٔ حقوق
2. دانشکدهٔ پیشگیری از وقوع جرم و اصلاح تربیت
3. دانشکدهٔ ثبت و مدیریت قضایی

این دانشگاه با پذیرش دانشجو در چهار مقطع تحصیلی کارشناسی، کارشناسی ارشد پیوسته، کارشناسی ارشد ناپیوسته و دکتری تخصصی در رشته‌های مختلف حقوق، تنها دانشگاه تخصصی حقوق، در سطح کشور است.
دانشجویان این دانشگاه، پس از کنکور و انجام مصاحبه، برگزیده می‌گردند. بیشتر دانشجویان این دانشگاه، بورسیه می‌شوند و در بدو ورود به دانشگاه، با حکم رئیس قوهٔ قضائیه، به عنوان کارآموزی قضایی، دارای پایهٔ دو قضایی مشغول می‌شوند. دانشجویان این دانشگاه، پس از فارغ‌التحصیلی و طی‌کردن کارآموزی، به‌عنوان قاضی دادگستری، مشغول به امور قضایی می‌گردند.

## نحوهٔ انتساب رئیس دانشگاه
مطابق با اساسنامهٔ دانشگاه علوم قضایی، رئیس دانشگاه بنا به پیشنهاد و تأیید وزیر علوم، تحقیقات و فناوری و با حکم ریاست قوهٔ قضائیه، به‌مدت ۳ سال تعیین می‌گردد. 

## دانش‌آموختگان دانشگاه علوم قضایی در قوهٔ قضاییه
براساس آمارها، حدود نیمی از قضات کشور، ۶۰ درصد رؤسای دادگستری شهرستان‌ها، ۶۵ درصد قضات دیوان‌عالی کشور، ۴۰ درصد قضات دادسرای انتظامی قضات، ۵۸ درصد قضات دیوان عدالت اداری، ۵۷ درصد دادگاه‌های تجدید نظر، ۴۵ درصد از رؤسای دادگستری کل استان‌ها از فارغ‌التحصیلان دانشگاه علوم قضایی هستند.

## رؤسای دانشگاه
1. نجفقلی حبیبی
2. علی محمد مکرمی
3. حمید رضا نیکبخت فینی
4. علی رازینی
5. حسین میر محمد صادقی
6. ابوطالب کوشا
7. سیامک ره‌پیک
8. محمد جواد شریعت باقری
9. فرید محسنی

## رشته‌های برگزار شده در دانشگاه
الف) کارشناسی علوم قضایی؛ این رشته به تربیت کارکنان قضایی اختصاص دارد، نخستین دورهٔ دانشجویان این دوره در تاریخ ۶۱/۱۵/۶ تحصیلات خود را آغاز و در ۶۴/۱۱/۲۹ حدود ۳۰ نفر از نخستین دوره فارغ‌التحصیل شدند، در این رشته هم‌اکنون نیز دانشجو جذب می‌شود.
ب) کارشناسی ارشد پیوستهٔ علوم قضایی؛ دانشجویان در این رشته پس از گذراندن واحدهای کارشناسی، براساس معدل وارد یکی از گرایش‌های شش‌گانهٔ زیر می‌شوند:
- حقوق خصوصی
- جزا
- خانواده
- تجارت
- ثبت
- عمومی

در این رشته از سال ۱۳۹۲ جذب دانشجو آغاز شده و تاکنون (۱۳۹۶) پنج دوره دانشجو وارد این رشته شده و فعلاً برنامهٔ دانشگاه ادامهٔ جذب دانشجو در این رشته در سال‌های آتی می‌باشد.
ج) کارشناسی پلیس قضایی؛ این رشته به تربیت پلیس جهت خدمت در قوهٔ قضائیه اختصاص داشت که در سال ۱۳۶۸ برای نخستین‌بار دانشجویان در این رشته پذیرش شدند ولی پس از آن جذب دانشجو استمرار نیافت.
د) کارشناسی خدمات اداری؛ این رشته به تربیت کارکنان اداری قوهٔ قضائیه اختصاص داشت که در سال ۱۳۷۱ تعدادی دانشجو در این رشته جذب شدند ولی جذب دانشجو در این رشته نیز استمرار نیافت.
ه‍) کارشناسی ثبت؛ این رشته جهت تربیت و تأمین کارکنان اداری سازمان ثبت اسناد و املاک اختصاص داشت، لکن در دروه‌هایی مبادرت به جذب دانشجو به صورت بورسیه در این رشته شد ولی بعدها استمرار نداشت.
و) کارشناسی ارشد ناپیوسته در گرایش‌های حقوق جزا، حقوق خصوصی، حقوق عمومی، حقوق خانواده، حقوق بین‌الملل، حقوق کیفری اطفال و نوجوانان، حقوق ثبت اسناد و املاک، حقوق شرکت‌های تجاری، حقوق حمل‌ونقل تجاری، فقه و حقوق خصوصی، حقوق پزشکی، مدیریت دادگستری و... .
ز) دکتری تخصصی در گرایش‌های حقوق خصوصی و حقوق جزا و جرم‌شناسی